# Heinrich Rahn
Heinrich Rahn, auch Heinrich Rahne (* 14. Februar 1601 in Braunschweig; † 2. April 1662 in Rostock), war ein deutscher Rechtswissenschaftler, Hochschullehrer und Rektor.

## Leben
Heinrich Rahn war ein Sohn des gleichnamigen Juristen Dr. iur. utr. Heinrich Rahn († 1603) (Mutter: Meckel Baden) und dessen Frau Catharina Reiche († 1617). Der Vater war Syndikus in Helmstedt und später Rat bei der verwitweten Herzogin zu Braunschweig-Lüneburg. Nach erstem Unterricht in seiner Heimatstadt kam er 1610 auf das Gymnasium nach Wismar, hier stand er unter der Obhut seines Onkels, dem Stadtsyndikus Matthias Gerdes. Von 1616 bis 1617 besuchte er die Klosterschule Ilfeld. 1618/19 begann er an der Universität Jena ein Studium der Rechtswissenschaften und Philosophie, u. a. bei Valentin Riemer. 1623 ging er an die Universität Leipzig, wechselte noch im selben Jahr nach Helmstedt und von dort 1625 an die Universität Rostock, wo er sein Jurastudium beendete.
Um 1629/30 war er als Advokat für Gebhard von Alvensleben in Erxleben tätig. Um 1631 war er erneut an den Universitäten in Rostock und Greifswald und ging dann 1632 auf eine Bildungsreise, die ihn nach Holland, England und Frankreich führte. Am 16. Juli 1633 wurde er in Rostock an der Juristischen Fakultät zum Dr. iur. promoviert. Im selben Jahr wurde er hier zum herzoglichen Professor der Rechte/Institutionen berufen. Daneben war er ab 1634 Assessor des fürstlichen Konsistoriums sowie Verwalter des Klosters zum Heiligen Kreuz in Rostock. Zwischen 1637 und 1657 wurde er siebenmal zum Rektor der Universität ernannt. Heinrich Rahn verstarb wenige Wochen nach seinem 61. Geburtstag an einem Schlaganfall, die Trauerrede wurde von Daniel Georg Morhof gehalten.
Heinrich Rahn war ab dem 5. Februar 1634 verheiratet mit Elisabeth von der Lippe (1613–1642), der Tochter von Christoph von der Lippe (1585–1652), königl.-dänischer Hofrat unter Christian IV. und Friedrich III. Der Ehe entstammten fünf Kinder. In zweiter Ehe war er ab dem 13. September 1643 verheiratet mit Elisabeth Stephani (1620–1690), der Witwe des Lorenz Marquard (1603–1641) und Tochter von Lorenz Stephani (1588–1657), ordentlicher Professor der Rechte in Rostock und Vizepräsident des Landgerichts in Sternberg. Dieser Ehe entstammten sechs Kinder. Namentlich bekannte Kinder der ersten Ehe waren Katharina (1639–1664) und Konrad (1642–1676); aus der zweiten Ehe Barbara (1655–1656), Christoph und Lorenz.